# François-Xavier Fabre
François-Xavier Fabre (Montpellier, 1º aprile 1766 – Montpellier, 16 marzo 1837) è stato un pittore e collezionista d'arte francese, famoso ritrattista dei poeti Vittorio Alfieri e Ugo Foscolo e dello scultore Antonio Canova.

## Biografia
Le prime esperienze artistiche le fece nella sua città natale con il maestro Coustou.
Nel 1783 entrò nello studio di Parigi di Jacques Louis David. Grazie alla vittoria nel 1787 del Prix de Rome si trasferì in Italia, a Roma.
Essendo simpatizzante della monarchia, con l'avvento della Rivoluzione francese, il pittore si stabilì definitivamente in Italia a Firenze nel 1793.
A Firenze divenne professore assistente nella scuola di nudo all'Accademia di Belle Arti e risiedette a palazzo Tempi-Mazzei. Venne introdotto, forse da qualche artista francese come Louis Gauffier o forse dall mecenate Lord Bristol, nel salotto della contessa Luisa di Stolberg-Gedern, nota nella storia della letteratura con il suo titolo di Contessa d'Albany, moglie separata e vedova di Carlo Edoardo Stuart.
Fu in un primo tempo maestro di pittura della contessa, per poi diventare intimo amico di lei e del suo compagno Vittorio Alfieri. Fabre ritrasse quattro volte sia Alfieri che la Stolberg. Questi profondi legami permisero al Fabre di avere modo di ritrarre due tra i personaggi più in vista della città. In particolare il ritratto di Vittorio Alfieri del 1793, anno dell'arrivo di Fabre a Firenze, conservato ora alla Galleria degli Uffizi, rimane anche la più famosa immagine dello scrittore. Probabilmente dopo la morte del poeta (1803), il pittore divenne ancora più intimo della contessa, al punto che si diceva che a esse intrapreso una relazione sentimentale con lei.
Nel testamento del 1817 la contessa dispose che il ritratto di Vittorio Alfieri del 1793, ed un suo ritratto (sempre di Fabre) fossero donati agli Uffizi. Alla sua morte, nel 1824, Fabre, che divenne erede universale dall'Albany, donò i due quadri alla galleria fiorentina.
Fabre tornò in Francia a Montpellier, e con l'eredità della contessa, fondò una scuola di pittura con annessa raccolta di libri, scritti e dipinti. Nel 1828 la scuola e le collezioni si trasformarono ufficialmente nel Museo Fabre.

## Musei e gallerie
Elenco dei musei che raccolgono opere dell'artista
- Museo Fabre, Montpellier
- Biblioteca Nazionale Centrale di Firenze
- Dahesh Museum of Art, New York
- Fitzwilliam Museum, Cambridge
- Galleria degli Uffizi, Firenze
- Musée des Augustins, Tolosa
- Museo civico di arte antica, Torino
- Museum of Fine Arts, Boston
- National Galleries of Scotland, Edimburgo
- National Gallery of Australia, Canberra
- National Gallery, Londra
- National Portrait Gallery, Londra
- The J. Paul Getty Museum, Los Angeles
- Palazzo Alfieri (Asti)
- Casa Museo di Palazzo Sorbello (Perugia)

## Galleria d'immagini

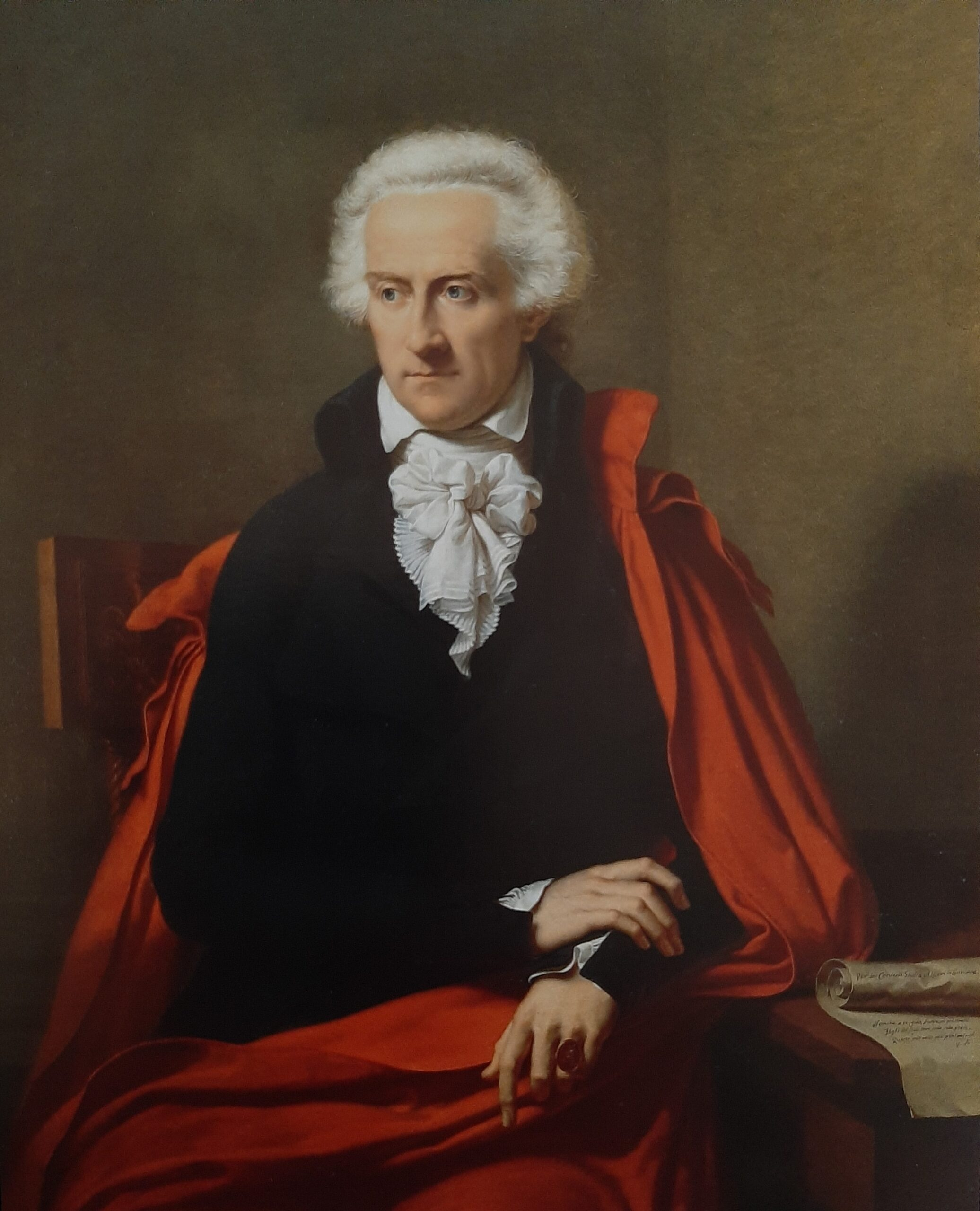
Ritratto di Alfieri - 1797 Palazzo Alfieri, Asti
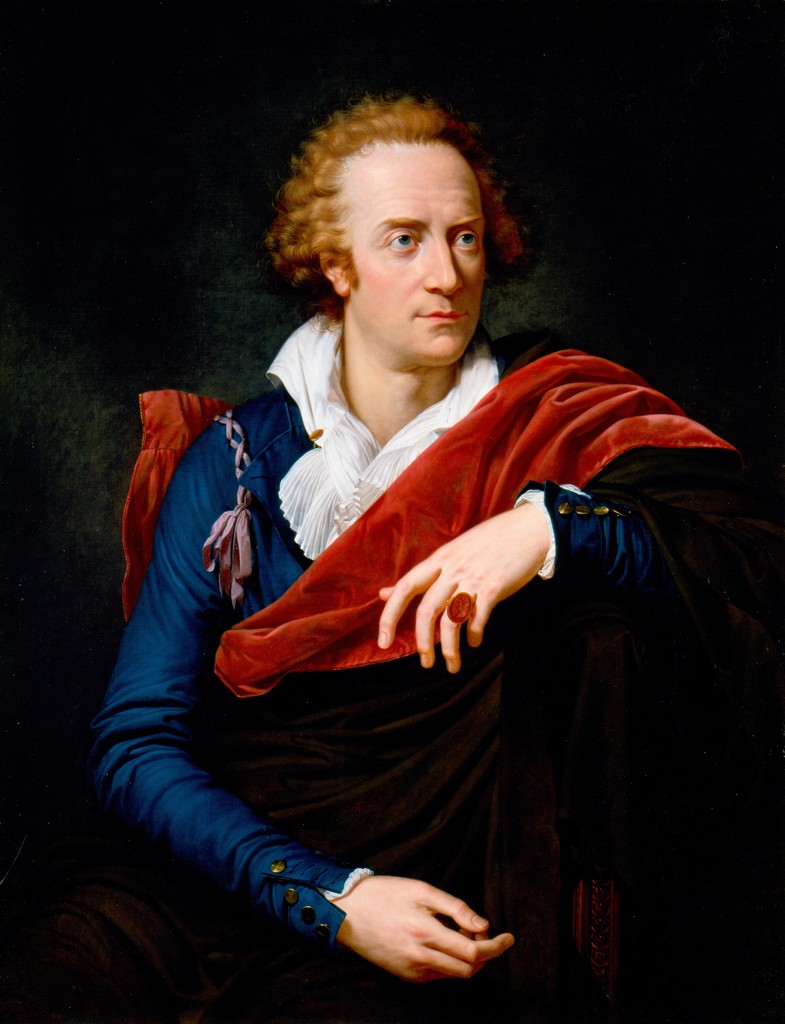
Ritratto di Vittorio Alfieri - 1793 Galleria degli Uffizi, Firenze
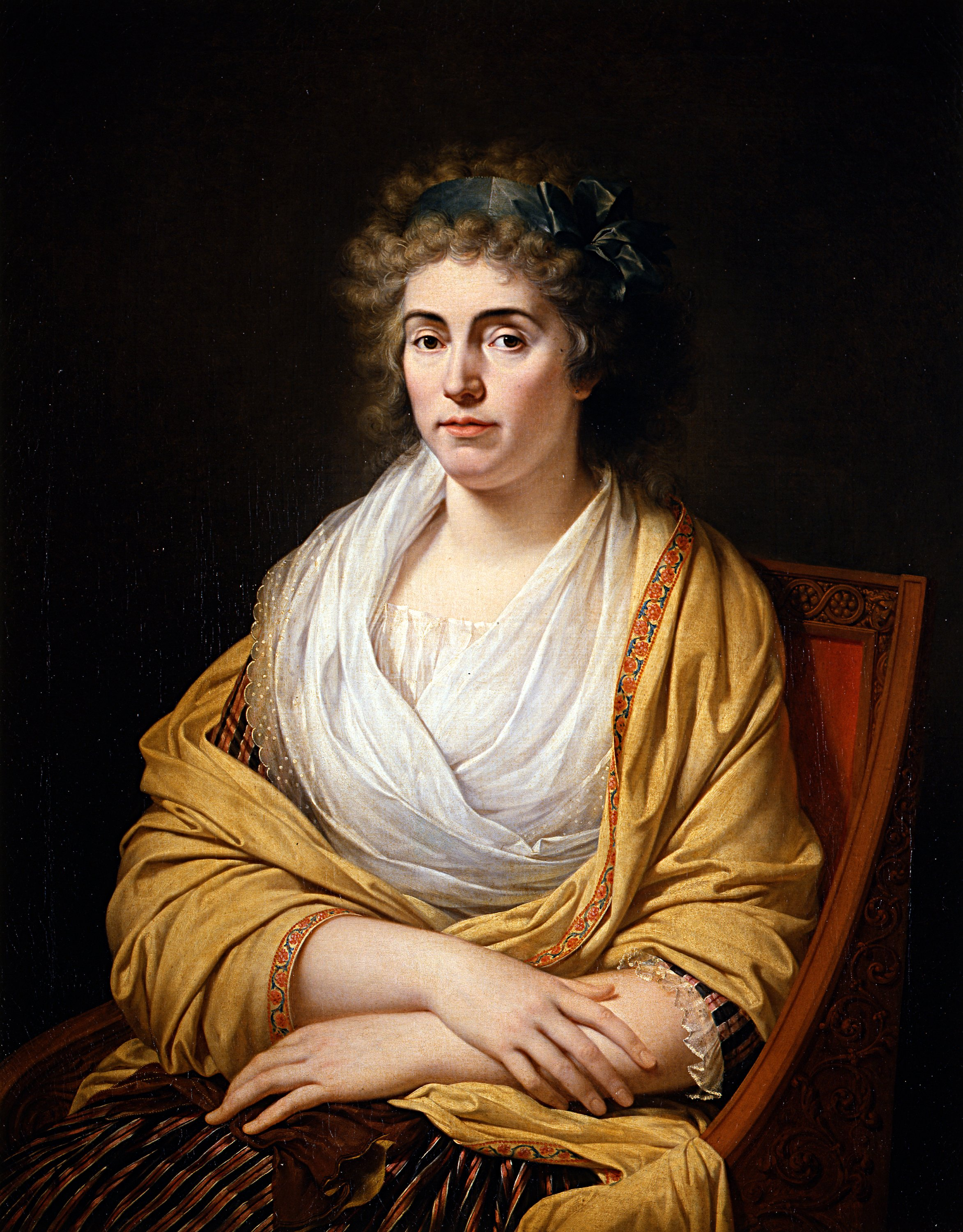
Ritratto di Luisa Stolberg, contessa d'Albany - 1793 Galleria degli Uffizi, Firenze
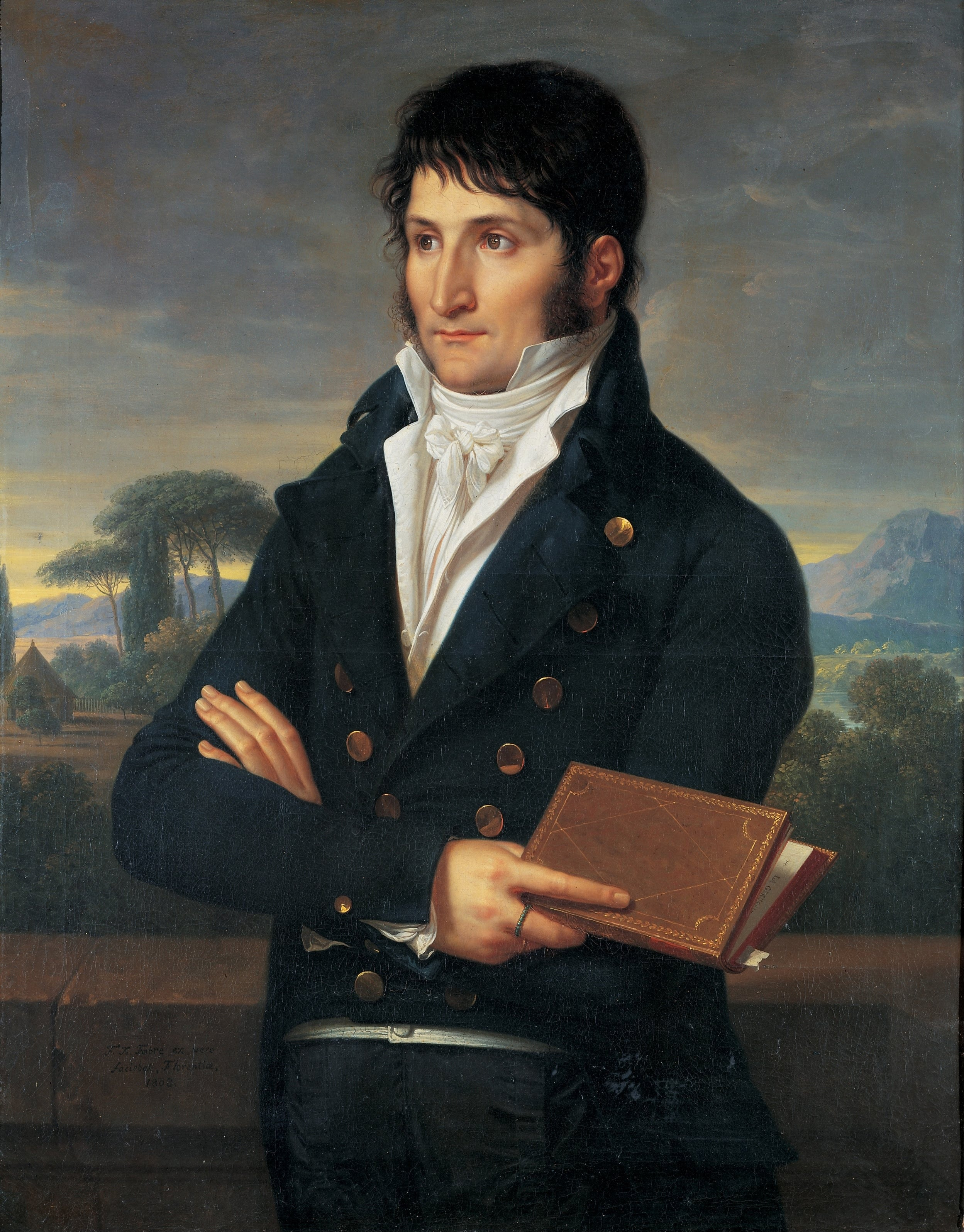
Ritratto di Lucien Bonaparte - 1800 Museo Napoleonico di Roma
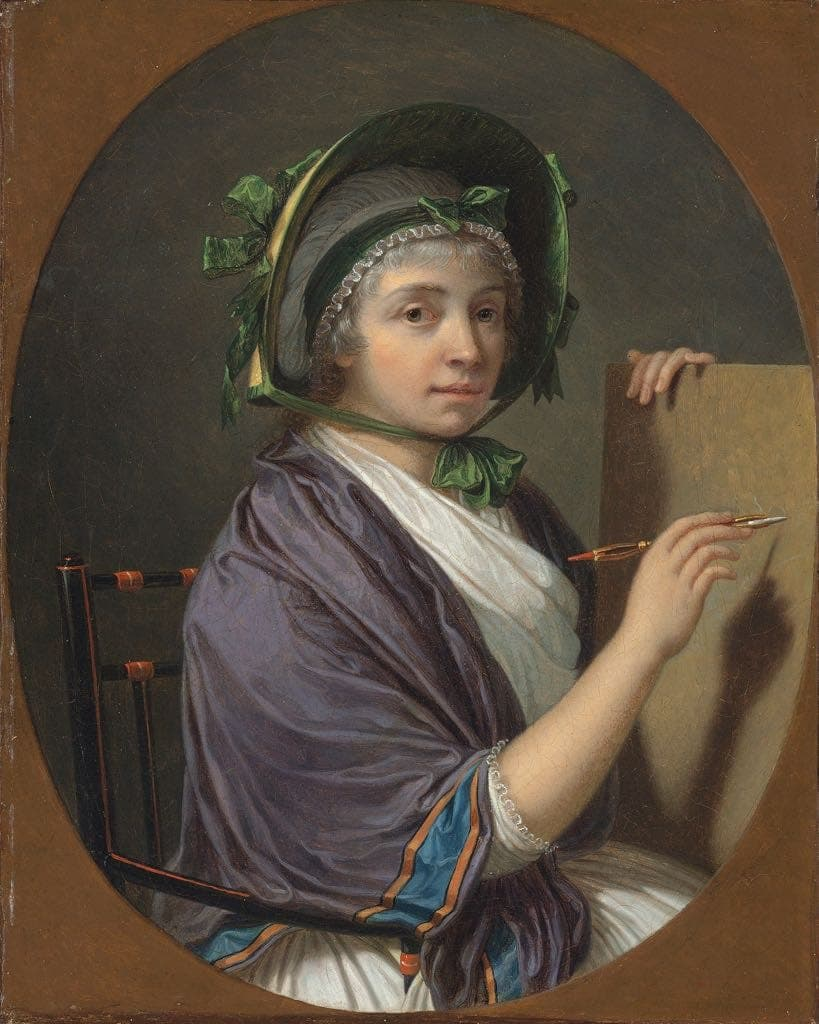
Ritratto della contessa d'Albany - 1796 Montpellier, Museo Fabre
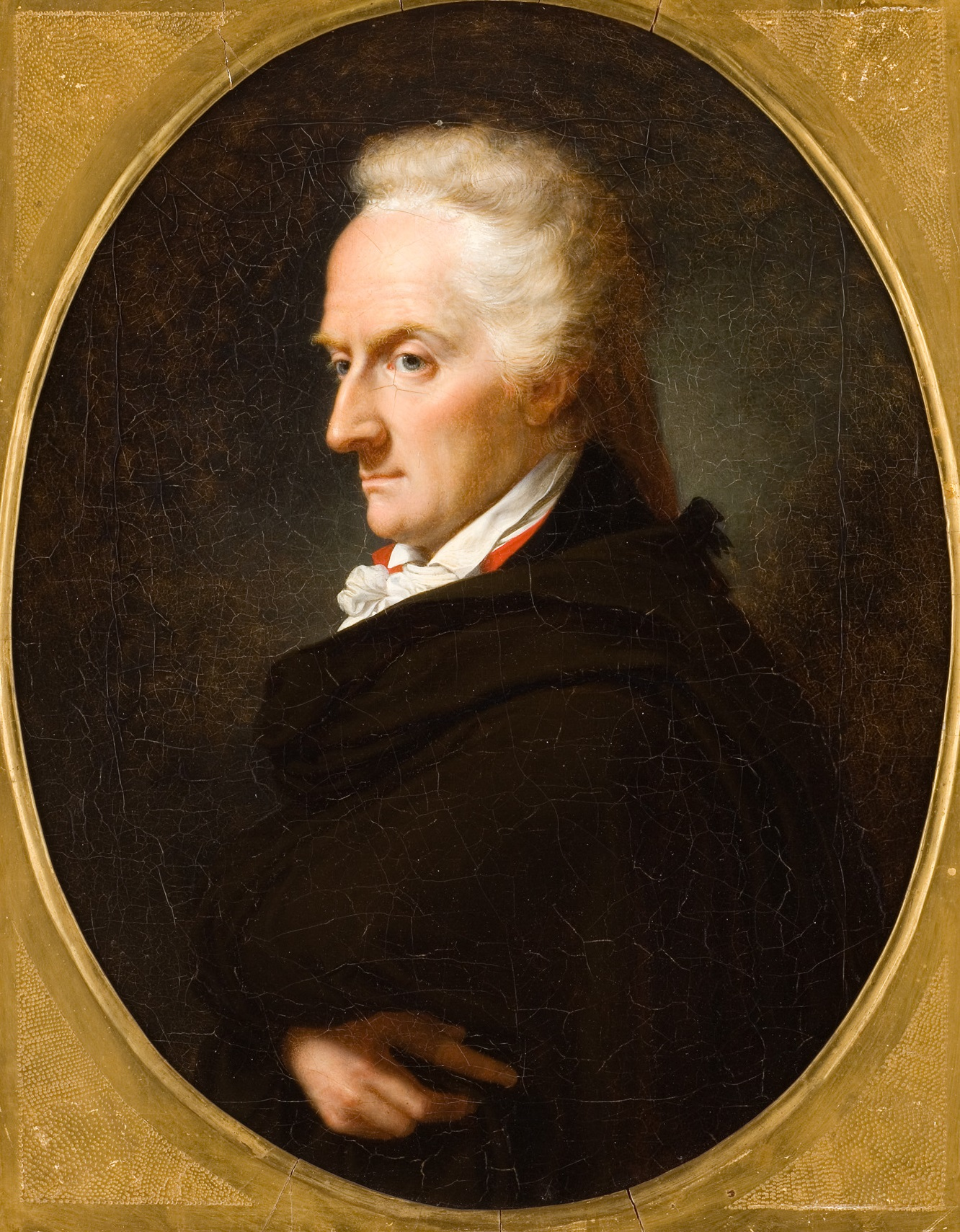
Ritratto di Alfieri - 1796 Montpellier, Museo Fabre
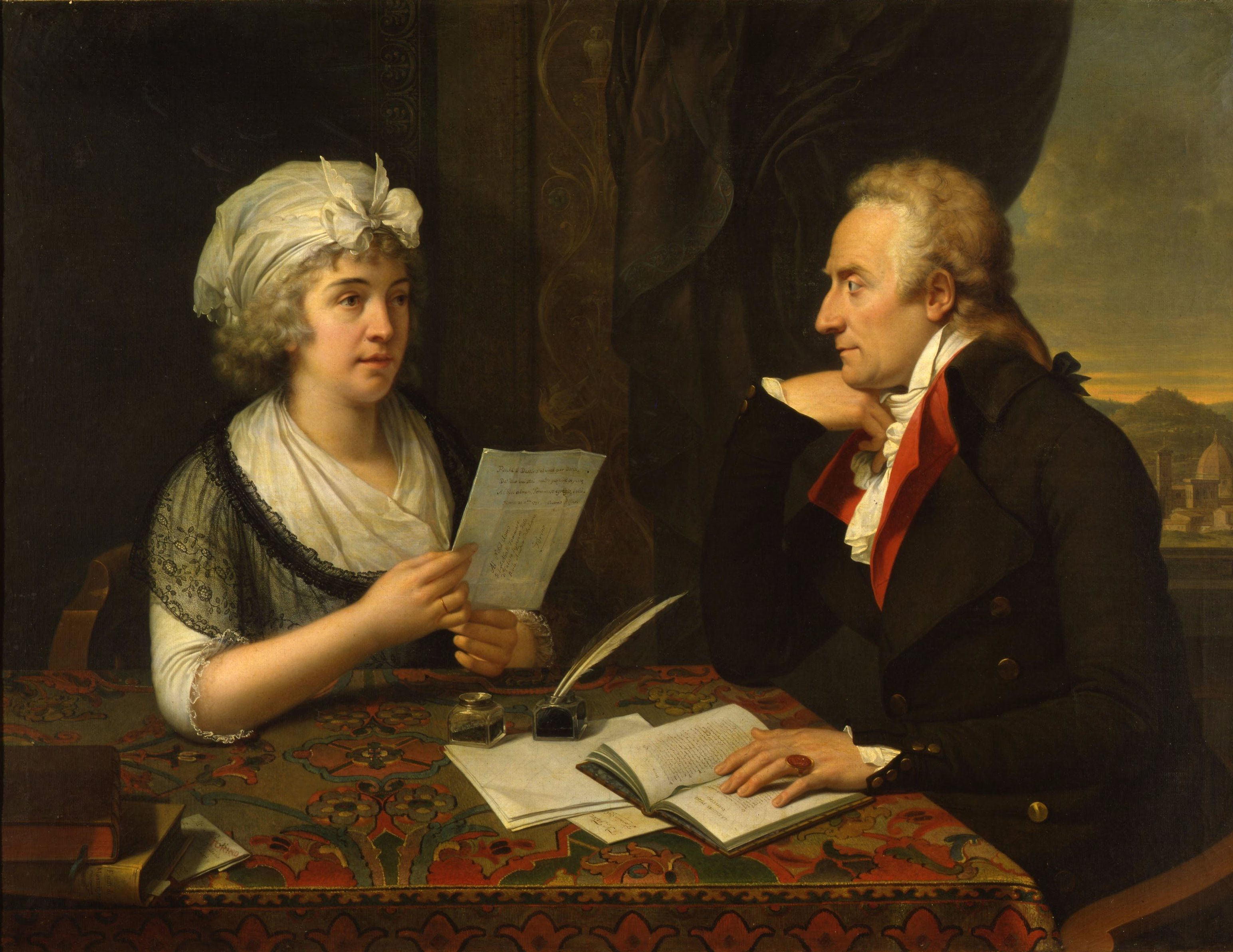
Alfieri e la Contessa di Albany - 1796 Museo civico d'arte antica, Torino
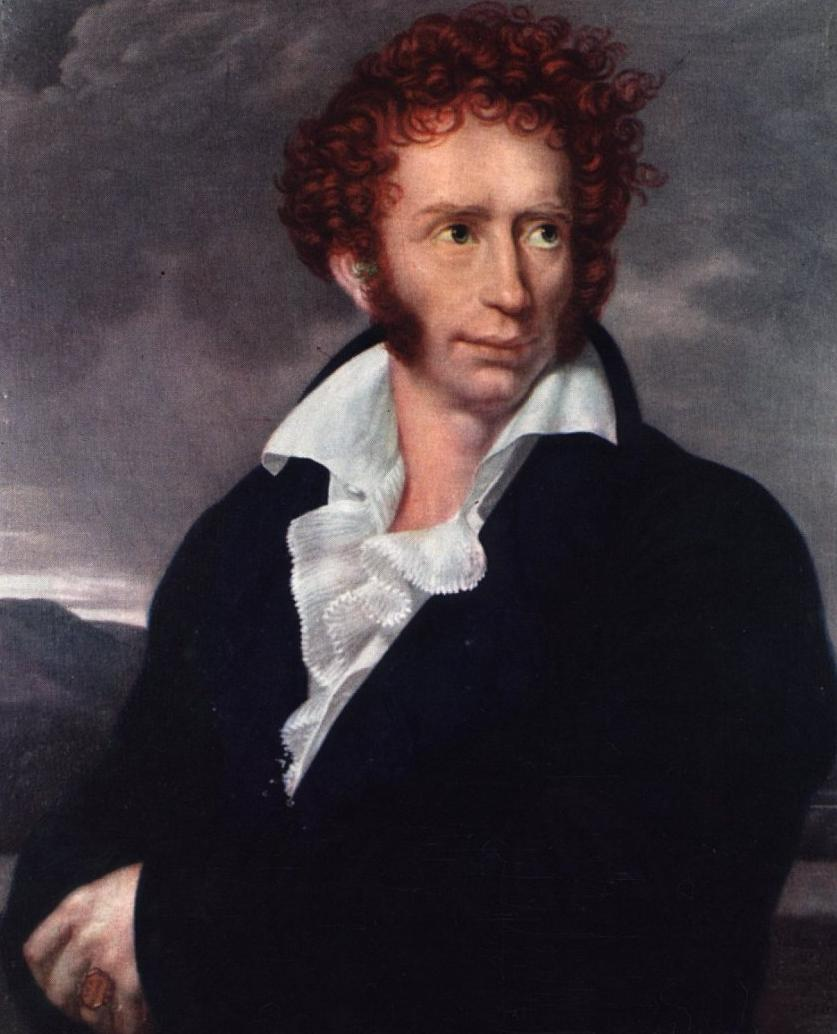
Ritratto di Ugo Foscolo - 1813, seconda versione, Biblioteca Nazionale di Firenze
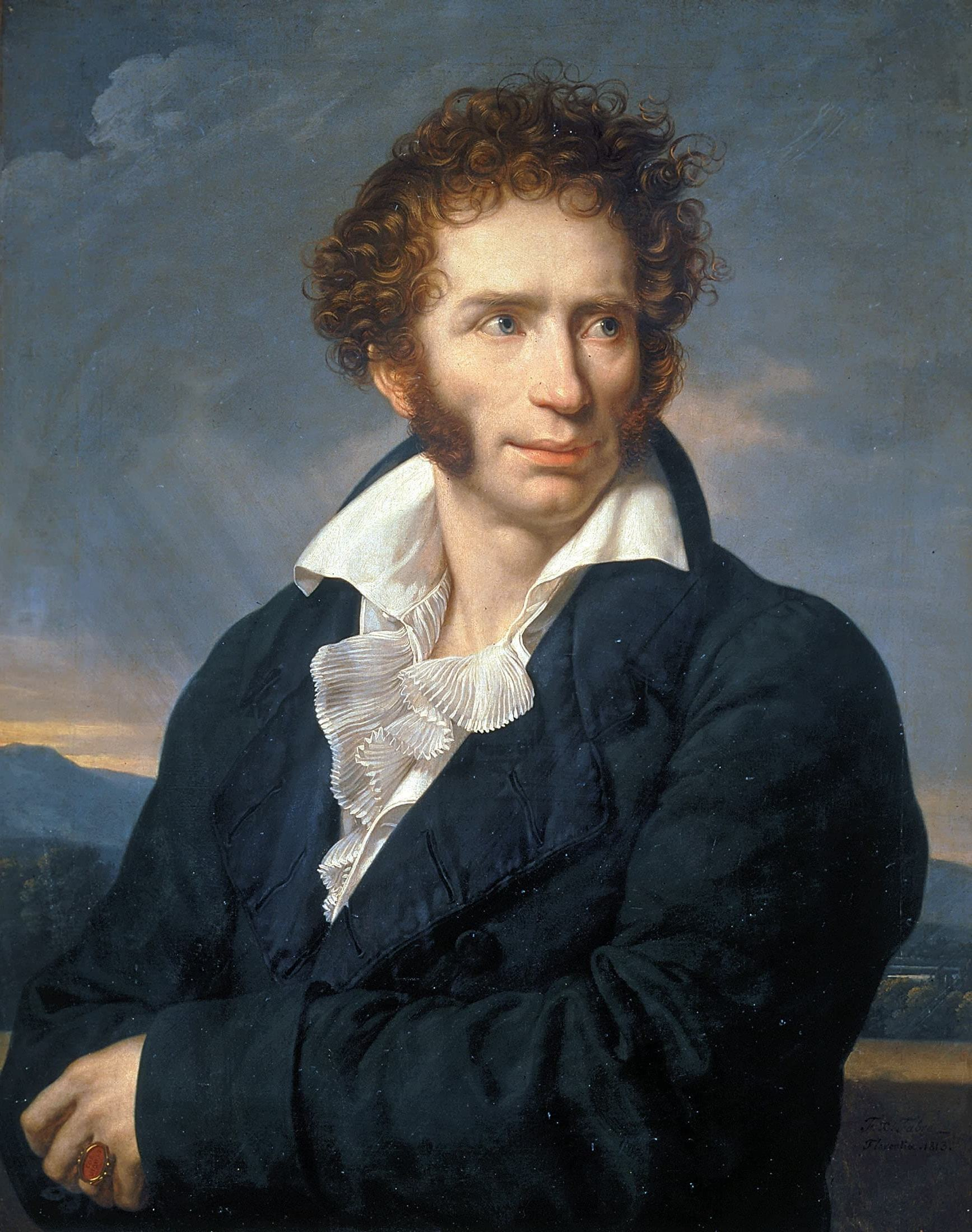
Ritratto di Ugo Foscolo, prima versione
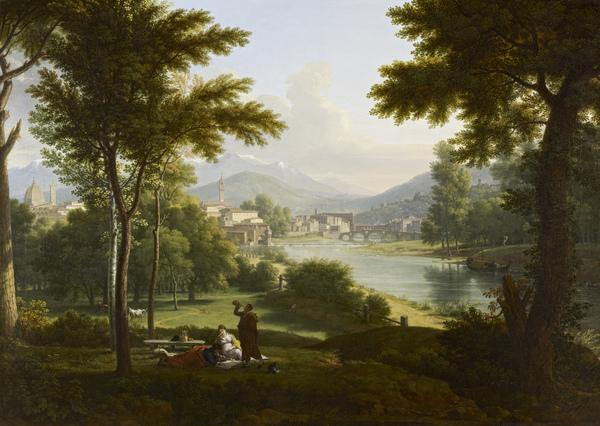
Vista di Firenze dalla riva settentrionale dell'Arno, Galleria Nazionale di Scozia